# Gillespie County
Das Gillespie County ist ein County im Bundesstaat Texas der Vereinigten Staaten. Das U.S. Census Bureau hat bei der Volkszählung 2020 eine Einwohnerzahl von 26.725 ermittelt. Der Sitz der Countyverwaltung (County Seat) ist in Fredericksburg.

## Geographie
Das County liegt nordöstlich, nahe dem geographischen Zentrum von Texas und hat eine Fläche von 2749 Quadratkilometern, wovon 1 Quadratkilometer Wasserfläche ist. Es grenzt im Uhrzeigersinn an die Countys: Llano County, Blanco County, Kendall County, Kerr County, Kimble County und Mason County. Der überwiegende Teil des Countys liegt in einer Höhe von 300 bis 700 Metern über Normalnull im Texas Hill Country auf dem Edwards Plateau, eine Ausnahme bildet seine nordöstliche Ecke, die ins Tal des Llano Rivers ragt. Die Böden des Gebietes sind lehmig, aber selten für den Ackerbau geeignet, deshalb werden 85 Prozent der County (2.300 km²) als Weideland für die Rinder- und Schafzucht genutzt.
In der Nähe der Stadt Stonewall befindet sich das Geburtshaus und die ehemalige Farm Lyndon B. Johnsons, 36. Präsident der Vereinigten Staaten; das Gelände der Farm bildet einen Teil des Lyndon B. Johnson National Historical Park, sowie den „Lyndon B. Johnson State Historical Park“.

## Geschichte
Im Gebiet des County lebten vor der ersten Ansiedlung von europäisch stämmigen Siedlern ursprünglich Tonkawa, später kamen Comanche und Kiowas hinzu, bevor 1846 etwa 140 im Mainzer Adelsverein organisierte deutsche Siedler mit Fredricksburg die erste Ansiedlung gründeten. Diese beantragten im Dezember 1847 beim Staat Texas die Einrichtung eines neuen County, das unter dem heutigen Namen am 23. Februar 1848 aus Teilen des Bexar County und Travis County gebildet wurde. Die Verwaltungsorganisation wurde am 3. Juni gleichen Jahres abgeschlossen. Benannt wurde es nach Robert Addison Gillespie (1815–1846), einem Offizier im Mexikanisch-Amerikanischen Krieg, der bei der Schlacht von Monterrey fiel.
1858 wurden die heutigen Mason und Blanco Countys aus dem Gebiet Gillespies ausgegründet. Das County war in den ersten Jahrzehnten stark von deutschen lutherischen Siedlern bestimmt. 1850 waren 913 der 1.235 erwachsenen männlichen Einwohner deutscher Abstammung. Zu Beginn des Sezessionskrieges stimmten diese fast geschlossen gegen den Austritt Texas aus der Union, woraufhin das County und seine Nachbargebiete unter Kriegsrecht gestellt wurden.
Erster Sheriff von Gillespie County war der 1844 nach Texas ausgewanderte, zu jener Zeit 24-jährige Kaufmann aus Erndtebrück Ludwig (Louis) Martin (* 25. November 1820; † 18. Juni 1864). Als solcher war er bis 1851 tätig. Er wurde am 18. Juni 1864 auf einer Rückreise aus Mexiko von Söldnern der Südstaatenarmee überfallen und an einem Baum erhängt. Ludwig Martin, Onkel von Amerikas erster Bankpräsidentin Anna Martin, war Gründer des im Mason County gelegenen Orts Hedwigs Hill, den er nach seiner Mutter und seiner Tochter benannte, die beide den Vornamen Hedwig trugen.
1908 wurde der spätere US-Präsident Lyndon B. Johnson in Stonewall, einem Ort im Gillespie County, geboren.
21 Bauwerke und Stätten des Countys sind im National Register of Historic Places (NRHP) eingetragen (Stand 23. November 2021). Im County liegt eine National Historic Landmark, das Ha. 19 Japanese Midget Attack Submarine.

## Demografische Daten

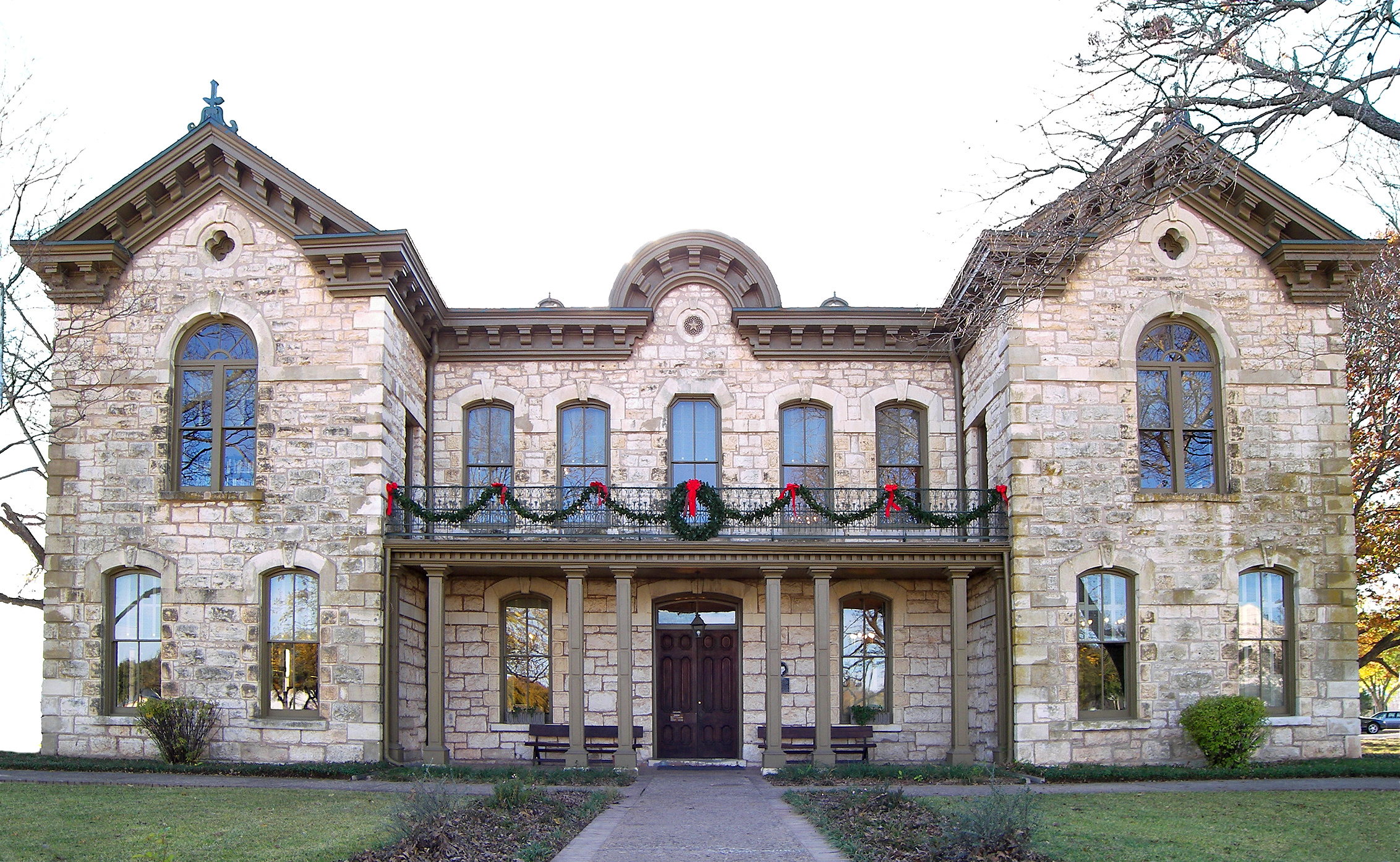
Fredericksburg Memorial Library, gelistet im NRHP mit der Nr. 71000935

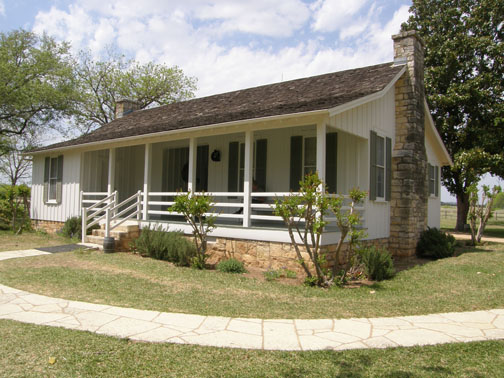
Geburtshaus von Lyndon B. Johnson, Präsident der Vereinigten Staaten

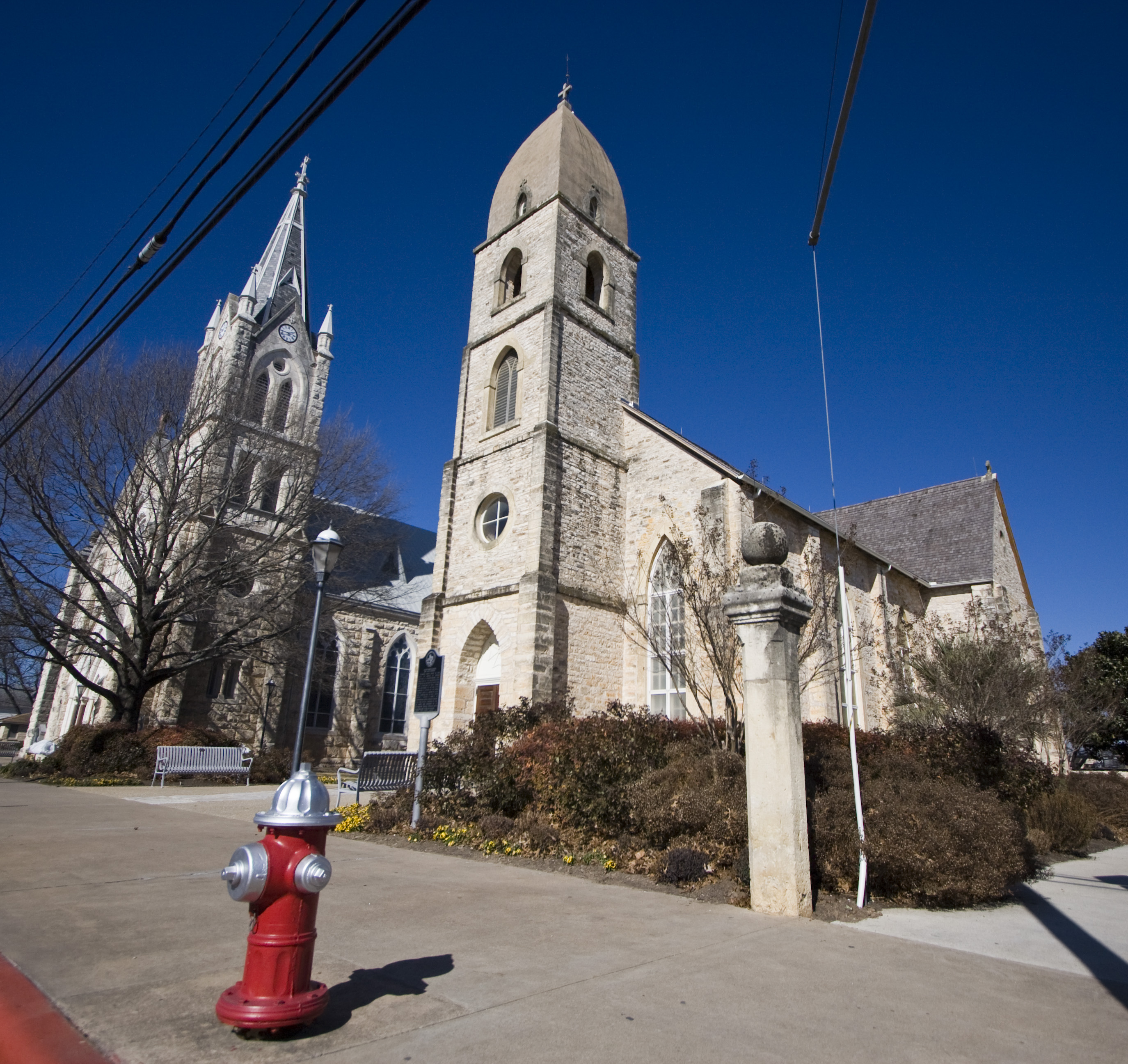
St. Mary’s Catholic Church, gelistet im NRHP mit der Nr. 83003143

Nach der Volkszählung im Jahr 2000 lebten im Gillespie County 20.814 Menschen in 8.521 Haushalten und 6.083 Familien. Die Bevölkerungsdichte betrug 8 Einwohner pro Quadratkilometer. Ethnisch betrachtet setzte sich die Bevölkerung zusammen aus 92,82 Prozent Weißen, 0,21 Prozent Afroamerikanern, 0,33 Prozent amerikanischen Ureinwohnern, 0,18 Prozent Asiaten, 0,02 Prozent Bewohnern aus dem pazifischen Inselraum und 5,27 Prozent aus anderen ethnischen Gruppen; 1,18 Prozent stammten von zwei oder mehr ethnischen Gruppen ab. 15,9 Prozent der Einwohner waren spanischer oder lateinamerikanischer Abstammung.
Von den 8.521 Haushalten hatten 25,9 Prozent Kinder oder Jugendliche, die mit ihnen zusammen lebten. 62,1 Prozent waren verheiratete, zusammenlebende Paare, 7 Prozent waren allein erziehende Mütter und 28,6 Prozent waren keine Familien. 25,8 Prozent waren Singlehaushalte und in 14,2 Prozent lebten Menschen im Alter von 65 Jahren oder darüber. Die durchschnittliche Haushaltsgröße betrug 2,38 und die durchschnittliche Familiengröße betrug 2,84 Personen.
21,6 Prozent der Bevölkerung war unter 18 Jahre alt, 5,5 Prozent zwischen 18 und 24, 21,20 Prozent zwischen 25 und 44, 26,2 Prozent zwischen 45 und 64 und 25,5 Prozent waren 65 Jahre alt oder älter. Das Medianalter betrug 46 Jahre. Auf 100 weibliche Personen kamen 89,7 männliche Personen und auf 100 Frauen im Alter von 18 Jahren oder darüber kamen 88,1 Männer.
Das jährliche Durchschnittseinkommen eines Haushalts betrug 38.109 USD, das Durchschnittseinkommen einer Familie betrug 45.315 USD. Männer hatten ein Durchschnittseinkommen von 26.675 USD, Frauen 20.918 USD. Das Prokopfeinkommen betrug 20.423 USD. 10,2 Prozent der Einwohner und 7,1 Prozent der Familien lebten unterhalb der Armutsgrenze.

## Orte im County
- Albert
- Bankersmith
- Blumenthal
- Cherry Spring
- Doss
- Eckert
- Fredericksburg
- Gold
- Harper
- Knoxville
- Luckenbach
- Morris Ranch
- Spring Creek
- Stonewall
- Tivydale
- Willow City

## Schutzgebiete
- Enchanted Rock
- Lyndon B. Johnson National Historical Park
- Lyndon B. Johnson State Historical Park